# Isleta Village Proper
Isleta Village Proper és una concentració de població designada pel cens dels Estats Units a l'estat de Nou Mèxic. Segons el cens del 2000 tenia 496 habitants.

## Demografia
Segons el cens del 2000, Isleta Village Proper tenia 496 habitants, 190 habitatges, i 125 famílies. La densitat de població era de 709,3 habitants per km².
Dels 190 habitatges en un 31,6% hi vivien nens de menys de 18 anys, en un 30% hi vivien parelles casades, en un 26,3% dones solteres, i en un 34,2% no eren unitats familiars. En el 30,5% dels habitatges hi vivien persones soles el 16,3% de les quals corresponia a persones de 65 anys o més que vivien soles. El nombre mitjà de persones vivint en cada habitatge era de 2,61 i el nombre mitjà de persones que vivien en cada família era de 3,26.
Per edats la població es repartia de la següent manera: un 27,4% tenia menys de 18 anys, un 10,9% entre 18 i 24, un 24,6% entre 25 i 44, un 18,8% de 45 a 60 i un 18,3% 65 anys o més.
L'edat mediana era de 38 anys. Per cada 100 dones de 18 o més anys hi havia 76,5 homes.
La renda mediana per habitatge era de 20.268 $ i la renda mediana per família de 20.000 $. Els homes tenien una renda mediana de 25.000 $ mentre que les dones 31.538 $. La renda per capita de la població era de 9.804 $. Aproximadament el 36,2% de les famílies i el 38,5% de la població estaven per davall del llindar de pobresa.

## Poblacions més properes
El següent diagrama mostra les poblacions més properes.